# 진양도서관
진양도서관(晉陽圖書館)은 경상남도 진주시 문산읍 소재의 도서관이다.

## 연혁
- 1989년 2월 13일 도서관 설치 승인.
- 1990년 12월 28일 진양도서관 착공.
- 1992년 1월 29일 진양도서관 준공.
- 1992년 4월 14일 진양도서관 개관.
- 2002년 3월 18일 평생학습관으로 지정.
- 2004년 4월 9일 디지털 자료실 개실.